# Noam Kaniel
Noam Kaniel (en hebreo: נועם קניאל; (Tel Aviv, Israel, 18 de agosto de 1962), conocido por su nombre artístico Noam, es un cantante y compositor franco-israelí.

## Biografía
Noam comenzó a cantar cuando tenía ocho años, después de quedar segundo en un concurso de jóvenes talentos. En 1973, durante un concierto para soldados en plena guerra de Yom Kipur, fue descubierto por el cantante franco-israelí Mike Brant. Éste convenció a su productor Haim Saban para llevárselo a Francia y desarrollar su carrera allí, en una época en la que los grupos musicales infantiles estaban de moda.
En 1978, Saban le pidió interpretar la versión en francés del tema de apertura de Goldorak, el primer anime emitido en la televisión francesa. Este sencillo se convirtió en un éxito inesperado, al conseguir el disco de oro con más de un millón de copias vendidas. Cuando Haim Saban se asoció con Shuki Levy para crear la empresa Saban Entertainment, Noam se marchó con ellos a Los Ángeles para interpretar las adaptaciones francesas de series de los años 1980 como Capitán Harlock (Albator), Isidoro y sus amigos (Les Entrechats), Los Dukes de Hazzard y He-Man.
A partir de los años 1990 centró su carrera en la composición para artistas como Mireille Mathieu, Patricia Kaas y Hélène Ségara. Su mayor éxito en esa etapa fue la canción «Vamos a la playa», escrita para el grupo europop Miranda en 1998 y reinterpretada quince años después por la neerlandesa Loona.
Desde 2001 ha vuelto a especializarse en la composición de canciones para programas infantiles, entre ellos la saga Power Rangers, Código Lyoko y Miraculous Ladybug.